# Bois de Nèfles (Saint-Paul)
Pour les articles homonymes, voir Bois de Nèfles.
Bois de Nèfles, est un lieu-dit de l'île de La Réunion, département d'outre-mer français dans le sud-ouest de l'océan Indien. Il constitue un quartier de la commune de Saint-Paul.

## Toponymie
Le lieu tiendrait son nom d'un arbre endémique, Eugenia buxifolia.

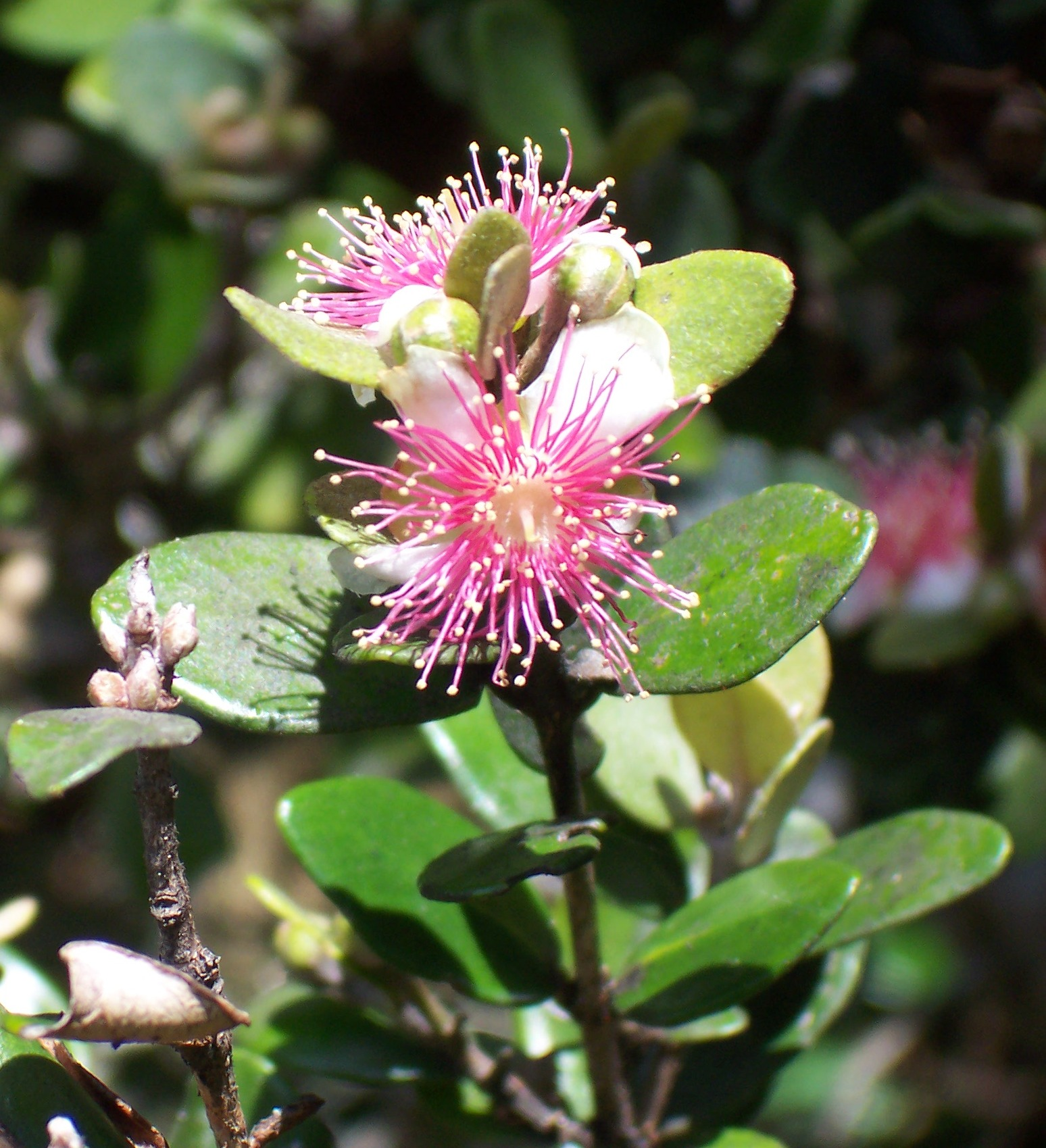
Eugenia buxifolia - Bois de nèfles à petites feuilles